# Haminoea taylorae
Haminoea taylorae är en snäckart som beskrevs av Edward James Petuch 1987. Haminoea taylorae ingår i släktet Haminoea och familjen Haminoeidae. Inga underarter finns listade i Catalogue of Life.